# Calycosia trichocalyx
Calycosia trichocalyx là một loài thực vật có hoa trong họ Thiến thảo. Loài này được (Drake) Drake mô tả khoa học đầu tiên năm 1890.